# 張鋡
張鋡（？—？年），字緘三，山西汾州府沁水县人，明末清初政治人物。兵部尚書張五典第四子。

## 生平
崇禎九年（1636年）丙子科中式山西鄉試第七名舉人，崇禎十六年（1643年）癸未科會試第二百八十九名，三甲第二百八十八名進士，刑部觀政。明亡仕清，任河南封丘县知县，改補順天府儒學教授，一年后，遷國子監助教，順治五年分校戊子順天府鄉試，取戴王綸等十五名。順治七年（1650年）升兵部职方司主事，管本司郎中事，因违抗上官命令被劾去職。卒年九十二岁。

## 家族
曾祖張謙光，廪生，赠兵部尚書。祖父張宦，庠生，赠兵部尚書。父張五典，萬曆壬辰進士，任兵部尚書、太子太保，癸亥祀名宦、鄉賢。兄張銓，萬曆三十二年甲辰進士，官監察御史。